# Grand Est Open 88 2022 - Doppio
Anna Danilina e Ulrikke Eikeri erano le detentrici del titolo, ma Danilina ha scelto di non partecipare. Eikeri fa coppia con Tereza Mihalíková e in finale hanno sconfitto Han Xinyun e Aleksandra Panova con il punteggio di 7-6(8), 6-2.

## Teste di serie
1. Ulrikke Eikeri /  Tereza Mihalíková (Campionesse)

1. Han Xinyun /  Aleksandra Panova (finale)

## Wildcard
1. Alice Robbe /  Margaux Rouvroy (quarti di finale)

## Protected ranking
1. Julia Lohoff /  Laura Ioana Paar (semifinale)

## Tabellone

### Legenda
| - Q = Qualificato - WC = Wild card - LL = Lucky loser | - ALT = Alternate - SE = Special Exempt - PR = Protected Ranking | - w/o = Walkover - r = Ritirato - d = Squalificato |

|  | Quarti di finale | Quarti di finale      | Quarti di finale      | Quarti di finale | Quarti di finale |  |  | Semifinali | Semifinali            | Semifinali            | Semifinali                   | Semifinali                   |    |   | Finale | Finale                           | Finale                           | Finale | Finale |  |
|  |                  |                       |                       |                  |                  |  |  |            |                       |                       |                              |                              |    |   |        |                                  |                                  |        |        |  |
|  | 1                | U Eikeri T Mihalíková | U Eikeri T Mihalíková | 6                | 6                |  |  |            |                       |                       |                              |                              |    |   |        |                                  |                                  |        |        |  |
|  |                  | A Blinkova V Gračëva  | A Blinkova V Gračëva  | 4                | 3                |  |  | 1          | U Eikeri T Mihalíková | U Eikeri T Mihalíková | 6                            | 6                            |    |   |        |                                  |                                  |        |        |  |
|  | PR               | J Lohoff LI Paar      | J Lohoff LI Paar      | 7                | 6                |  |  | PR         | J Lohoff LI Paar      | J Lohoff LI Paar      | 2                            | 1                            |    |   |        |                                  |                                  |        |        |  |
|  | WC               | A Robbe M Rouvroy     | A Robbe M Rouvroy     | 6                | 2                |  |  |            |                       |                       |                              |                              |    |   | 1      | Ulrikke Eikeri Tereza Mihalíková | Ulrikke Eikeri Tereza Mihalíková | 7      | 6      |  |
|  |                  | C Bucșa O Kalašnikova | C Bucșa O Kalašnikova | 2                | 65               |  |  |            |                       | 2                     | Han Xinyun Aleksandra Panova | Han Xinyun Aleksandra Panova | 68 | 2 |        |                                  |                                  |        |        |  |
|  |                  | E Cascino J Ponchet   | E Cascino J Ponchet   | 6                | 7                |  |  |            | E Cascino J Ponchet   | E Cascino J Ponchet   | 2                            | 6                            |    |   |        |                                  |                                  |        |        |  |
|  |                  | A Rus O Selechmet'eva | 4                     | 6                | [6]              |  |  | 2          | X Han A Panova        | X Han A Panova        | 6                            | 7                            |    |   |        |                                  |                                  |        |        |  |
|  | 2                | X Han A Panova        | 6                     | 3                | [10]             |  |  |            |                       |                       |                              |                              |    |   |        |                                  |                                  |        |        |  |